# Waszeta
Waszeta (niem. Waschetta, 1938–1945 Waschette) – kolonia w Polsce położona w województwie warmińsko-mazurskim, w powiecie olsztyńskim, w gminie Olsztynek. Miejscowość wchodzi w skład sołectwa Świerkocin. W latach 1975–1998 miejscowość należała administracyjnie do województwa olsztyńskiego.
Obecnie po dawnej wsi zostały tylko pojedyncze drzewa owocowe oraz krzewy bzu. Dawna wieś nie istnieje, a nazwę (czasem zapisywaną jako "Uroczysko Waszeta" na półwyspie Lalka) przejęły dwa ośrodki wypoczynkowe, w tym "Perkoz" - ośrodek ZHP.

## Historia
Wieś lokowana na prawie pruskim w 1470 r. blisko południowego brzegu jeziora Pluszne. W 1933 r. niemieckie władze zmieniły urzędowa nazwę wsi z Waschetta na Waschette. W 1939 r. mieszkały tu 43 osoby